# Antitoxina diftérica
La antitoxina diftérica (DAT por sus siglas en inglés) es un medicamento compuesto de anticuerpos que se utiliza en el tratamiento de la difteria. Ya no se recomienda para la prevención de la difteria. Se administra mediante inyección en una vena o en un músculo.
Los efectos secundarios son frecuentes, como la  la enfermedad del suero y reacciones alérgicas, incluida la anafilaxia. La antitoxina diftérica se fabrica a partir del plasma sanguíneo de caballos que han sido inmunizados contra la toxina diftérica. Actúa neutralizando las toxinas producidas por Corynebacterium diphtheriae.
La antitoxina diftérica se desarrolló y comenzó a utilizarse con fines médicos a fines del siglo XIX. Está en la Lista de Medicamentos Esenciales de la Organización Mundial de la Salud. En Estados Unidos puede obtenerse en el Centro para el Control de Enfermedades. En 2008 no estaba disponible en muchos países, incluidos muchos de Europa.